# Ljudmyla Pekur
Ljudmyla Mychajliwna Pekur (ukrainisch Людмила Михайлівна Пекур; * 6. Januar 1981 in Tschernihiw, Ukrainische SSR) ist eine ehemalige ukrainische Fußballspielerin. Die Stürmerin spielte zuletzt im Jahr 2016 für Rjasan WDW und die A-Nationalmannschaft, bevor sie ihre Spielerkarriere beendete.

## Karriere

### Vereine
Pekur begann beim Verein Legend-Cheksil Chernigov mit dem Fußballspielen. Im weiteren Verlauf spielte sie im Seniorinnenbereich für Kubanotschka Krasnodar und Nadezhda Noginsk. Von 2007 bis 2009 kam sie für den in Krasnoarmeisk ansässigen FK Rossijanka zum Einsatz. In der Spielzeit 2010 war sie dann für den FC Energy Voronezh aktiv, bevor sie sich in der Folgespielzeit dem Swesda 2005 Perm anschloss. Nach drei Spielzeiten wechselte sie zu Rjasan WDW, für den sie von 2014 bis 2016 Punktspiele bestritt.

### Nationalmannschaft
Für die A-Nationalmannschaft kam sie in einem Zeitraum von sieben Jahren in 33 Länderspielen zum Einsatz, in denen sie sieben Tore erzielte. Sie nahm mit ihr an der vom 23. August bis zum 10. September 2009 in Finnland ausgetragenen Europameisterschaft teil. Im ersten Spiel der Gruppe A, bei der 0:2-Niederlage gegen die Nationalmannschaft der Niederlande, gab sie somit auch ihr Debüt als Nationalspielerin. Sie wurde auch im zweiten und dritten Gruppenspiel eingesetzt, wobei sie im letzten, am 29. August im Olympiastadion Helsinki, mit dem Siegtreffer zum 1:0 in der 69. Minute auch ihr erstes Länderspieltor erzielte.
Des Weiteren kam sie vom 6. Oktober 2010 bis zum 7. Juni 2016 in weiteren 30 Länderspielen zum Einsatz, in denen sie sechs Tore erzielte.